# Anglo-gurkhská válka
Anglo-gurkhská válka, též anglo-nepálská válka či jen gurkhská válka, byl ozbrojený konflikt mezi britskou Východoindickou společností a Nepálem, resp. Gurkhy, probíhající mezi lety 1814–1816.

## Pozadí
V údolí Káthmándú se v minulosti nacházela tři velká centra (Káthmándú, Pátan a Bhadgáón (dnešní Bhaktapur)), která byla po mnoho staletí vzájemně znesvářena. Dlouhotrvající neshody mezi jednotlivými centry Káthmándského údolí značně oslabovaly jejich moc. Nejednotnosti a vnitřní nestability údolí Káthmándú, které tvoří kulturní i mocenské centrum Nepálu, využil v roce 1769 Prithví Nárájan Šáh, který si s pomocí své armády Káthmándské údolí podrobil a položil tak základ Nepálskému království.
Prithví Nárájan Šáhovi se podařilo sjednotit území, které bylo po mnoho staletí rozdrobeno. Položil základ dlouho vládnoucí dynastie Šáhů. Gurkhové si brzy podrobili i západní část Sikkimu a oblast Kumáúnu v dnešním Uttarákhandu. Podnikli též neúspěšné tažení proti Tibeťanům. Již koncem 18. století vliv dynastie Šáhů výrazně opadl a faktická moc připadla tzv. regentům, vysoce postaveným úředníkům z feudálních rodin.
Nepálské království tehdy sousedilo s Britskou Indií, která se snažila o protlačení svého vlivu do Nepálu. První neúspěšně pokusy Britské Východoindické společnosti o kontrolu nepálského území sahají již do doby Prithví Nárájan Šáha, další šance se Britů naskytla počátkem 90. let 18. století v době střetu Gurkhů s Tibeťany. Britové se snažili Nepálu vnutit nevýhodnou smlouvu, díky níž by se Nepál fakticky ocitl pod vládou Britů. Nepál smlouvu nakonec nepodepsal.

## Průběh války
Britská Východoindická společnost se však nedala tak lehce odbýt a když nemohla území Nepálu ovládnout diplomatickou cestou, začala se připravovat na válku. Nepál rovněž nezůstal nepřipraven a tehdejší premiér Bhímsén Thápa začal s organizovanou přípravou na válku v Brity. Britové jako záminku k válce využili pohraniční potyčky a roku 1814 vtrhli do Nepálu. Na mnohonásobnou britskou přesilu však čekal tuhý odpor Gurkhů, kteří jsou známí svými válečnickými schopnostmi, houževnatostí a oddaností veliteli. Válka se táhla až do roku 1815, kdy byla oběma stranami podepsána tzv. Sáugalíská smlouva, v jejímž důsledku Nepál přišel o část svého území ve prospěch Britské Indie a v Káthmándú byla ustanovena kancelář s britským rezidentem. I přesto Nepál zůstával nezávislým státem.